# Soulier d'or tunisien
Le concours du soulier d'or tunisien est institué par le journal L'Action tunisienne en 1969-1970, avec un jury composé de personnalités sportives et de journalistes. Il consiste à attribuer des étoiles aux joueurs en fonction de leurs prestations en championnat. Il se déroule jusqu'en 1994-1995 sous le parrainage du journal Le Renouveau mais se termine dans la confusion.

## Suppression du concours
À une journée de la fin du championnat 1994-1995, Mohamed Ali Mahjoubi est le leader du classement avec deux points d'avance sur ses poursuivants. La dernière journée disputée un mois plus tard promet d'être passionnante et très disputée entre les favoris. Mais, contre toute attente, la plupart d'entre eux, dont six joueurs parmi les onze premiers classés (y compris le leader du classement), sont partis en vacances et n'ont pas joué la dernière rencontre du championnat.
La déception est très forte car cela signifie que le concours n'intéresse ni les joueurs ni les équipes. Le classement théorique final est remporté par Tarek Touhami de l'Olympique du Kef, la plupart des places d'honneur revenant à des joueurs moyens. Le concours perd de sa crédibilité et finit par être définitivement abandonné. Le classement officiel n'est jamais publié et le dernier vainqueur n'est pas couronné.
À partir de 2012, l'agence Tunis Afrique Presse (TAP) décerne le titre du soulier d'or à partir du vote du public et du classement des journalistes sportifs. 

## Palmarès du soulier d'or
| Saison    | Joueur                | Club                           |
| --------- | --------------------- | ------------------------------ |
| 1969-1970 | Othman Jenayah        | Étoile sportive du Sahel       |
| 1970-1971 | Ahmed Zitouni         | Club africain                  |
| 1971-1972 | Ahmed Mghirbi         | Stade tunisien                 |
| 1972-1973 | Ezzedine Chakroun     | Sfax railway sport             |
| 1973-1974 | Mohieddine Habita     | Club olympique des transports  |
| 1974-1975 | Hammadi Agrebi        | Club sportif sfaxien           |
| 1975-1976 | Khemaïs Laabidi       | Jeunesse sportive kairouanaise |
| 1976-1977 | Mohsen Labidi         | Stade tunisien                 |
| 1977-1978 | Raouf Ben Aziza       | Étoile sportive du Sahel       |
| 1978-1979 | Hédi Bayari           | Club africain                  |
| 1979-1980 | Mokhtar Dhouib        | Club sportif sfaxien           |
| 1980-1981 | Khaled Ben Yahia      | Espérance sportive de Tunis    |
| 1981-1982 | Tarak Dhiab           | Espérance sportive de Tunis    |
| 1982-1983 | Slah Fessi            | Club africain                  |
| 1983-1984 | Mondher Jaballah      | Stade tunisien                 |
| 1984-1985 | Jamel Tayech          | Jeunesse sportive kairouanaise |
| 1985-1986 | Kamel Azzabi          | Étoile sportive du Sahel       |
| 1986-1987 | Khaled Ben Yahia (2)  | Espérance sportive de Tunis    |
| 1987-1988 | Jameleddine Limam     | Stade tunisien                 |
| 1988-1989 | Abdelhamid Hergal     | Stade tunisien                 |
| 1989-1990 | Faouzi Rouissi        | Club africain                  |
| 1990-1991 | Mohamed Ayadi         | Sfax railway sport             |
| 1991-1992 | Amor Ben Tahar        | Océano Club de Kerkennah       |
| 1992-1993 | Abdelkader Ben Hassen | Club athlétique bizertin       |
| 1993-1994 | Skander Souayah       | Club sportif sfaxien           |
| 1994-1995 | Tarek Touhami         | Olympique du Kef               |